# Protometer evae
Protometer evae är en tvåvingeart som beskrevs av Artigas, Papavero och Costa 1997. Protometer evae ingår i släktet Protometer och familjen rovflugor. Inga underarter finns listade i Catalogue of Life.